# Bernhard Tönies
Bernhard Tönies (* 19. Juli 1906 in Borghorst; † 1. Mai 1965 in Münster) war ein deutscher Architekt.

## Leben
Bernhard Tönies wuchs in Borghorst mit 7 Geschwistern auf, sein Vater war ein Lehrer in Ostendorf. Nach seiner Schulausbildung in Borghorst absolvierte Tönies eine Maurerausbildung (1922–1925). Anschließend besuchte er die Höhere Technische Staatslehranstalt Münster (1925–1927), die er als Baugewerbemeister 1927 abschloss. Er studierte 1927–1929 an der Kunstakademie Düsseldorf bei Emil Fahrenkamp und Fritz Becker. Als Mitarbeiter im Büro Fahrenkamp wirkte er 1927 beim Wettbewerbsentwurf für den Völkerkundepalast in Genf mit, der mit einem 1. Preis ausgezeichnet wurde. Nach seinem Diplom 1929 war er zunächst im Architekturbüro seines Onkels Heinrich Tönies in Münster tätig, bis er sich 1932 in Münster selbstständig machte. In den Jahren 1932–1940 errichtete er erste Wohngebäude, die dem Neuen Bauen zuzurechnen sind. Ein eigenes Wohnhaus realisierte er 1938–1940 im Künstlerdorf Angelmodde, das er dort mit befreundeten Künstlerkollegen gründete. Mit diesen engagierte er sich auch gemeinsam in der Freien Künstlergemeinschaft Schanze, die 1949 eine erste Werkschau von ihm zeigte. Nach 1945 zählte Bernhard Tönies in Münster zu den künstlerisch aufgeschlossenen Architekten, der eine jüngere Generation zu neuen architektonischen Ansätzen ermutigte – so auch die Architekten des Stadttheaters (Harald Deilmann, Max von Hausen, Ortwin Rave, Werner Ruhnau) in Münster. Selber realisierte er im Wiederaufbau bis zu seinem frühen Tod 1965 einige moderne Wohn- und Geschäftshäuser, Schulbauten und eine Autobahn-Raststätte.

## Bauten und Entwürfe (Auswahl)
Bis 1945:
- 1931: Hafenanlage mit Restaurant und Café am Aasee in Münster (mit Heinrich Tönies, Entwurf)
- 1932: Wohn- und Atelierhaus Bröker in Münster, Maximilianstr. 7b
- 1932: Wohnhaus Cesarz in Münster-Hiltrup, Max-Winkelmann-Str. 10
- 1934: Villa Debbert für Hohenhorst in Borghorst, Münsterstraße 35
- 1936: Mietshaus, Achtfamilienhaus in Münster, Hammer Straße
- 1937: Mietshaus, Zwölffamilienhaus in Münster, Bernhardstraße
- 1938–1940: Eigenes Wohnhaus in Münster-Angelmodde

Nach 1945:
- 1949: Ateliergebäude in Münster-Angelmodde (Entwurf)
- 1951: Annette-von-Droste-Hülshoff-Grundschule in Münster-Angelmodde
- 1953: Haus Oase in Münster, Bahnhofstraße
- 1954: Wohnhaus T. in Telgte
- 1955: Mietshäuser in Münster, Hammer Straße
- 1955: Mietshäuser in Münster, Geiststraße
- 1955: Landwirtschaftsschule in Borghorst (nach 1. Preis realisiert)
- 1956–1958: Freiherr-vom-Stein-Gymnasium in Münster, Schlossplatz
- 1958–1959: St. Bernhard-Kirche in Münster-Angelmodde
- 1960–1962: Büro- und Geschäftshaus in Münster, Ludgeriplatz
- 1962–1964: Volksschulen in Münster, Pötterhoek (nach 1. Preis realisiert)
- 1965–1968: Rasthaus Münsterland-Ost in Münster-Roxel, Autobahnraststätte